# Wharton (cràter)
Wharton és un cràter d'impacte en el planeta Venus de 50,5 km de diàmetre. Porta el nom d'Edith Wharton (1862-1937), escriptora estatunidenca, i el seu nom va ser aprovat per la Unió Astronòmica Internacional el 1985.